# اچ‌ام‌اس روور (ان۶۲)
اچ‌ام‌اس روور (ان۶۲) (به انگلیسی: HMS Rover (N62)) یک زیردریایی بود که طول آن ۲۸۷ فوت (۸۷ متر) بود. این زیردریایی در سال ۱۹۳۰ ساخته شد.